# Jabramowo
Jabramowo (Duits: Abrahamsruh) is een plaats in het Poolse woiwodschap Ermland-Mazurië, gelegen in het district Gołdapski. De plaats maakt deel uit van de stad- en landgemeente Gołdap.